# Femtozelle
Eine Femtozelle (engl. femto cell) ist eine Funkzelle mit minimaler räumlicher Ausdehnung. Sie ist eine kleine Sende- und Empfangsstation, die in verhältnismäßig kleinen, teilweise privaten Bereichen, wie zum Beispiel in der eigenen Wohnung oder einzelnen Räumen innerhalb von Gebäuden, zum Einsatz kommt und das Netz des jeweiligen Mobilfunkanbieters erweitert.
Femtozellen werden unter anderem in folgenden Funknetzen verwendet:
- UMTS
- CDMA2000, primär im nordamerikanischen Raum
- WiMAX oder LTE

Die Nutzung ist mit jedem Teilnehmergerät möglich, so der entsprechende Standard unterstützt wird. Der Nutzen von Femtozellen liegt in der Erschließung funktechnisch schwierig erreichbarer Orte, aber vor allem auch in der Kapazitätserweiterung in bereits versorgten Gebieten. Oft werden Femtozellen in Ladengeschäften der Mobilfunkanbieter installiert um die Netzversorgung zum Zwecke der Demonstration angebotener Endgeräte herzustellen oder zu verbessern.
Femtozellen können der Allgemeinnutzung zugänglich sein (CSG-open femto cell / open access femto cell) oder aber einem geschlossenen Benutzerkreis (CSG-closed femto cell / closed access femto cell) vorbehalten sein.
Die Femtozelle wird ergänzend in öffentliche Mobilfunknetze eingebunden, so dass eine unterbrechungsfreie Übergabe von Verbindungen zwischen der Zelle und Nachbarzellen erfolgt. Die Anbindung an das Core Network des Mobilfunkbetreibers erfolgt über einen privaten Breitband-Internetanschluss. Die Femtozelle wird dabei kabelgebunden an das private Internetgateway (meist in Form eines DSL- oder Kabelmodems) angebunden. Die Datenübertragung zwischen Femtozelle und dem Core Network ist verschlüsselt.
Da die Anbindung an das Core Network des Mobilfunkbetreibers über bestehende private Breitbandanschlüsse (meist ADSL-/VDSL- oder Kabel-Anschlüsse) bewerkstelligt wird, spart der UMTS-Provider die Kosten für Mietleitungen, die er an den Kunden weitergeben kann.

## Produkte
Seit August 2007 haben folgende Unternehmen Produkte für Privatanwender angekündigt:
- Alcatel-Lucent
- Ericsson
- ip.access: Oyster 3G (u. a. HSDPA mit 7,2 Mbps)
- Ubiquisys: ZoneGate
- NEC Deutschland (in Kooperation mit Ubiquisys)
- Nokia Siemens Networks (in Kooperation mit Airvana)
- Mobilkom Austria kündigt den Ausbau im zweiten Quartal 2009 des UMTS/HSDPA-Netzes mit bis 28 MBit/s mit Unterstützung von Femtozellen an.
- Tecom
- Vodafone Sure Signal 3G (in UK und inzwischen auch in Deutschland unter dem Namen SuperSignal[1] angeboten)
- Vodafone GmbH: Vodafone Sure Signal in Deutschland[2] (Seit August 2012, nur für Geschäftskunden)
- Telefónica Germany GmbH: Signal Box S und Signal Box M[3] (Seit Mai 2013, nur für Geschäftskunden)
- Sunrise Schweiz bietet seit Mai 2011 für Geschäftskunden diesen Service an. Seit Februar 2014 auch für Privatkunden kostenlos.

Vodafone stellt den Betrieb von Femtozellen in Deutschland inzwischen wieder ein.

## Hacker-Angriff
In Großbritannien war bei Vodafone UK 2010 durch die Femtozellen-Technik ein enormes Sicherheitsproblem entstanden. Hackern der Gruppe The Hacker’s Choice (THC) war es gelungen, per Femtozellen, die Vodafone in Großbritannien unter dem Namen „Sure Signal“ vertreibt, das Netz von Vodafone UK zu knacken. So wurde es möglich, auf Kosten eines Opfers zu telefonieren oder dessen Caller-ID statt der eigenen auszusenden. Ebenso war man in der Lage, die Mobilbox des Nutzers abzuhören und seine SMS zu empfangen. Am schwersten wog jedoch, dass es einem Betreiber einer gehackten Femtozelle möglich geworden wäre, sämtliche Telefongespräche, die über „sein“ Netz geführt würden, abzuhören und mitzuschneiden. Dies war ein Missbrauch der Technik der Femtozelle. Diese sieht nämlich wie oben beschrieben vor, das Mobilfunknetz eines Providers durch eigene kleine Zellen zu erweitern. Der Traffic des Mobilteilnehmers läuft dann natürlich völlig über den eigenen Anschluss (Femtozellen-Box & ADSL-Leitung), wodurch bei geknackter Verschlüsselung ein Abhören sehr leicht möglich wird. Das Problem wurde mit Hilfe eines Sicherheitspatches gelöst.
Die inzwischen in Deutschland eingeführte Version der Femtozelle basiert auf der Hardware eines anderen Herstellers und wurde durch mehrstufige Sicherheitsaudits und Penetrationstests durch verschiedene externe Sicherheits-Dienstleister geprüft.

## Picozellen
Private Basisstationen, Picozellen, existieren bereits im Geschäftskundenbereich zur besseren Mobilfunkversorgung in großen Gebäuden.

## Namensgebung
Die Vorsilbe femto ist ein SI-Präfix mit der Bedeutung Billiardstel.